# 청주 KB 스타즈 WPBT R
청주 KB 스타즈 WPBT R(Cheongju KB Stars Women's Pro Basketball Team Reserves)은 대한민국 충청남도 청주시에 있는 농구 선수단이다. 국민은행이 운영하는 여자 세미프로 농구단이며, 2004년에 창단되었다.

## 참고 문헌
- “스포츠지원포털 등록 현황”. 대한체육회.
- “한국여자프로농구 히스토리”. 한국여자농구연맹.